# Thomas Krauth
Thomas Krauth (* 8. November 1953 in Eberbach) ist ein deutscher Unternehmer, Kunsthändler und ehemaliger Musicalproduzent.

## Leben und Wirken

### Herkunft und Ausbildung
Krauth wuchs mit zwei Brüdern im badischen Eberbach auf. Nach dem Abitur ging er zum Jurastudium nach Heidelberg und arbeitete während dieser Zeit als Freelancer und „Mädchen für alles“ bei einem Konzertveranstalter. So sammelte er erste Erfahrungen bei Konzerten der Rolling Stones, Rod Stewart & The Faces, Genesis, der britischen Rockband Wishbone Ash und vielen anderen mehr. In diesen Jahren lernte er Michael Brenner kennen, der später ebenfalls Produzent in der Entertainment-Branche wurde, und war mit ihm freundschaftlich verbunden bis zu dessen Tod im Jahr 2011.
Neben der Musik beschäftigte sich Thomas Krauth auch intensiv mit Kunst und Kultur. Er entschied sich für diesen Weg und brach sein Jura-Studium ab.

### Frühe geschäftliche Laufbahn
1981 eröffnete er in Düsseldorf das Kunstauktionshaus Th. Krauth Antiquitäten und Auktionen, an dem sich 1990 das britische Auktionshaus „Phillips Son & Neale“ beteiligte, das zu der Zeit das drittgrößte Auktionshaus der Welt war. Von diesem Zeitpunkt an firmierte Thomas Krauths Auktionshaus unter dem Namen „Phillips Deutschland“.
Gleichzeitig veranstaltete der Unternehmer in den achtziger Jahren Musicals, Konzerte und auch Ballett-Aufführungen, vor allem in Düsseldorf und Köln. So etwa Andrew Lloyd Webbers Evita in der Philipshalle Düsseldorf, das Musical Harlem Swing (im Original: Five Guys named Moe) mit dem neuen großstädtischen Jazz-Stil „Harlem Jump“ in der Philharmonie Köln und Aufführungen der russischen Star-Ballerina Maja Plissetskaja in der Tonhalle Düsseldorf.

### Geschäftliche Entwicklungen
1993 trennte sich Thomas Krauth vom Auktionshaus Phillips und beteiligte sich an Michael Brenners Konzertagentur „BB Promotion“. Auf der Suche nach innovativem und hochkarätigem Live-Entertainment kaufte er bis 1995 englischsprachige, meist in den USA produzierte Shows und Musicals ein und führte sie exklusiv im deutschsprachigen Raum in renommierten Theatern auf.
So brachte er beispielsweise George und Ira Gershwins Musical My One and Only sowie ihre Oper Porgy & Bess zu mehrwöchigen Gastspielen auf die großen Theaterbühnen in Berlin, Köln, Frankfurt, München, Hamburg und Wien. Ebenso die Ballett-Stücke Carmen Flamenco und Bolero des spanischen Tänzers und Choreographen Rafael Aguilar. Für die heute weltweit bekannten Harlem Gospel Singers sicherte der Musikmanager ebenfalls die Rechte für Konzerte im deutschsprachigen Raum.
Tournee-Veranstaltungen mit Weltstars wie Shirley McLaine, Diana Ross oder dem US-amerikanischen Ballett-Tänzer Mikhail Baryshnikov fielen ebenso in diese Zeit wie Konzerte mit Guns N’ Roses und Bryan Adams.
1995 erwarb der Musikmanager die Rechte an dem Musical Grease und konzentrierte sich von jetzt an auf die Themen „Musicals“, „Eigenproduktionen“ und „Theater“. Aus diesem Grund stieg er bei der Mannheimer Konzertagentur „BB Promotion“ aus, blieb aber weiterhin geschäftlich mit seinem Freund Michael Brenner verbunden.

### Theater und Musical im Ruhrgebiet
In Nordrhein-Westfalen erwarb Thomas Krauth ab dem Jahr 1995 insgesamt drei Theater: Das Capitol Theater in seiner Wahlheimat Düsseldorf (1995), den Musical Dome in Köln (1998) und das Starlight Express-Theater in Bochum (2002). In den Musicalhäusern verwirklichte er seine Unternehmens-Philosophie, in der höchstmögliche Kundenzufriedenheit, wirtschaftliche Unabhängigkeit und die Kontrolle über die so genannte „Wertschöpfungskette“ eine zentrale Rolle spielten.
Auch der Ticketverkauf in diesen Theatern, die Gastronomie und das Merchandise blieben zentral in einer Hand. Thomas Krauths Vertriebsfirma „TKS Ticketservice“ entwickelte sich mit ihrer Website „kartenkaufen.de“ und mit über einer Million verkauften Tickets pro Jahr zu einem der größten Konzertanbieter Deutschlands.
Mit den drei großen Theatern in NRW und mit zahlreichen Musical-Produktionen, die der Musikmanager präsentierte oder produzierte, etablierte sich Thomas Krauth mit seiner Unternehmensgruppe als feste Größe in der Musiktheater-Landschaft.

## Musical-Produktionen in den Theatern in Düsseldorf, Köln und Bochum
Nachdem Thomas Krauth gemeinsam mit Michael Brenner das Capitol Theater in Düsseldorf übernommen hatte, bauten sie es zum ersten Musical-Theater in der Landeshauptstadt um. Sie eröffneten das Haus am 20. Januar 1996 mit dem großen En-suite-Musical Grease, das mit drei Jahren Spielzeit und rund 1,2 Millionen Besuchern Düsseldorf einen Platz in der Riege der renommierten Musicalstädte verschaffte.
1997 wurde ein zweiter, kleinerer Theatersaal im Capitol Theater geschaffen. Rund 400 Plätze umfasste der „Club“, in dem junge, engagierte Künstler die Möglichkeit erhielten, eigene Projekte vorzustellen und ihre künstlerischen Ideen zu verwirklichen. In dieser „Kreativitäts-Stube“ wurden Produktionen wie Godspell (1997), Forever Plaid (1997) oder Schlaflos in Düsseldorf (1997) realisiert – hier wurde auch der Grundstein gelegt für die langjährige, freundschaftliche Zusammenarbeit mit dem Wiener Regisseur Alex Balga und der Musical-Künstlerin Anna Montanaro. Beide können heute auf eine internationale Karriere schauen, blieben aber dem Capitol Theater neben weiteren Engagements stets eng verbunden.
1998/99 produzierte Krauth im „Club“ auch die Rocky Horror Show unter der Regie von Matthias Davids und von 1999 bis 2001 das Kander-Ebb-Musical Cabaret unter der Regie von Alex Balga. Anna Montanaro übernahm die Hauptrolle „Sally Bowles“, nachdem sie am Londoner West End in Chicago gefeiert worden war. Die Inszenierung erfuhr ein breites und positives Medien-Echo.
Auch die One-Woman-Show Anna Montanaro – Live (2002) sowie die Uraufführung des Musicals Das Mädchen Rosemarie (2004) produzierte Thomas Krauth im „Club“ des Capitol Theaters. Das Mädchen Rosemarie erzählt die Geschichte der Edelprostituierten Rosemarie Nitribitt. Das Musical lehnt sich an den Nachkriegsroman von Erich Kuby an und wurde unter der Regie von Dirk Witthuhn und mit der Musik von Heribert Feckler uraufgeführt.
Im großen Theatersaal, der rund 1.200 Plätze umfasste, folgte nach Grease das gemeinsam mit Marek Lieberberg produzierte und mit vier Tony Awards ausgezeichnete Musical Rent (1999). Zusammen mit den Produzenten Barry und Fran Weissler zeigte Thomas Krauth die Original-Broadway-Inszenierung des Klassikers Chicago (2001), als Eigeninszenierung die Uraufführung des Tanzmusicals Miami Nights (2002–2004) und präsentierte 2004/2005 die Original-Produktion von Cats ebenfalls im Capitol Theater.
Gemeinsam mit dem Sternekoch Alfons Schuhbeck konzipierte Thomas Krauth auch eine musikalische Dinner-Show. Unter der kulinarischen Federführung des bekannten Kochs fanden ab 2004 unter den Titeln Tonight, Last Christmas oder That’s Life jährlich Musical-Hits und Kochkunst in einer unterhaltsamen Show zusammen.
Neben Musiktheater-Produktionen etablierte der Düsseldorfer Produzent auch die Vortragsreihe „Düsseldorfer Reden zu Kultur & Wirtschaft“ (1998–2001) mit ausgesuchten Vertretern aus Kultur, Wirtschaft und Politik. Das Forum, das unter der Schirmherrschaft des damaligen Ministerpräsidenten Wolfgang Clement stattfand, wurde im Capitol Theater in Düsseldorf veranstaltet.
1998 erwarb der Theatermacher den Musical Dome in Köln. Hier produzierten er und Michael Brenner in Zusammenarbeit mit dem Original-Produzenten Robert Stigwood das Tanzmusical Saturday Night Fever als große En-suite-Produktion – und als deutsche Erstaufführung. Krauth und Brenner waren schon bei der Welturaufführung in London 1998 als Co-Produzenten tätig gewesen. In rund drei Jahren, vom 11. September 1999 bis zum 30. Juni 2002, sah über eine Million Besucher die Bühnenfassung des Bee-Gees-Musicals in Köln.
Als weitere Glanzlichter brachte der Musical-Produzent Frank Wildhorns Jekyll & Hyde (2003/2004), das von Michael Brenner produzierte Queen-Musical We Will Rock You (2004–2008) und als deutsche Erstaufführung das Musical Spamalot (2009) der britischen Komiker-Gruppe Monty Python im Kölner Musical Dome auf die Bühne.
Im Jahr 2002 übernahm Thomas Krauth mit seiner Geschäftspartnerin Andrea Friedrichs das Rollschuh-Musical Starlight Express in Bochum und verhalf ihm mit künstlerischen Neuerungen und kreativen Marketingmaßnahmen zu wachsendem Erfolg. 2008 feierte Starlight Express seinen 20. Geburtstag und gilt als erfolgreichstes Musical der Welt, das sogar im Guinness-Buch der Rekorde verzeichnet ist. Über 12 Millionen Besucher hatten zu diesem Zeitpunkt die einzigartige Bühnenshow besucht – heute sind es mehr als 16 Millionen.
2005 konnte der Starlight Express-Produzent gemeinsam mit den Künstlern eine besondere Auszeichnung entgegennehmen. Für 400 000 verkaufte Live-Alben in 17 Jahren erhielt das erfolgreiche Musical eine Platin-CD von Universal Music.
Ebenfalls 2005 erhielt Thomas Krauth in seiner Eigenschaft als Starlight Express-Produzent den Ehrenpreis des „Bochumer Marketing-Clubs“. Er wurde für seinen Einsatz für das „einzigartige Musicaltheater“ und das damit verbundene Engagement für die Region Bochum geehrt.
Eine dieser kreativen Marketing-Ideen wurde beispielsweise 2004 umgesetzt: Die Autofirma Ford brachte in limitierter Auflage ein Sondermodell „Starlight Express“ auf den Markt. In die entsprechenden Werbespots wurden auch Szenen aus dem Musical eingebunden. 2008 gab es eine weitere Besonderheit: In der ZDF-Sendung „Musical-Showstar“ wurden Darsteller für die beiden Starlight Express-Hauptrollen „Rusty“ und „Pearl“ gesucht. Moderiert wurde die mehrteilige Casting-Show von Thomas Gottschalk.

## Tournee-Produktionen und Gastspiele in anderen Städten
Sowohl von Saturday Night Fever als auch vom Achtziger-Jahre-Musical Miami Nights produzierte Thomas Krauth im Anschluss an die mehrjährigen En-suite-Spielzeiten in den eigenen Theatern Tournee-Inszenierungen, die als mehrwöchige Gastspiele in der Alten Oper Frankfurt, im Deutschen Theater München, im Ronacher Wien, im Musical Theater Basel und im Admiralspalast Berlin gezeigt wurden. Auch von Grease brachte der Musical-Unternehmer eine weitere Produktion auf die Bühne, welche von September bis Dezember 1998 vor ausverkauftem Haus im Theater des Westens in Berlin spielte.
Seine Düsseldorfer Cabaret-Inszenierung mit Anna Montanaro in der Hauptrolle wurde im Jahr 2000 zu einem Gastspiel an das Thalia Theater in Hamburg eingeladen und spielte dort für drei Wochen.
2009 übergab Thomas Krauth das Musical-Unternehmen und das dazugehörige Ticketing an den Produzenten Maik Klokow, blieb aber Eigentümer des Capitol Theaters und bis 2011 Geschäftsführer bei Starlight Express. Seit 2009 betreibt nun Maik Klokow mit seiner Unternehmensgruppe „Mehr! Entertainment“ das Capitol Theater, den Musical Dome und Starlight Express – gemeinsam mit weiteren Theatern.
Thomas Krauth ist heute Weltreisender und spielt mit Leidenschaft Golf. Er lebt in Phuket (Thailand) und in Düsseldorf. Nach wie vor gilt sein privates Interesse der Kunst und der Musik.

## CD-Veröffentlichungen
Unter dem Label „Heartbeat Records“ veröffentlichte Thomas Krauth über seine Firma „Th. Krauth GmbH“ mehrere CDs, unter anderem zu Saturday Night Fever, Miami Nights, Das Mädchen Rosemarie und Tonight.